# 大眼反足杜父魚
大眼反足杜父魚，為輻鰭魚綱鮋形目杜父魚亞目杜父魚科的其中一種。分布於西南太平洋區的紐西蘭海域，棲息在水深400至600公尺的大陸坡，屬深海底棲性魚類，生活習性不明。

## 擴展閱讀
維基物種上的相關：大眼反足杜父魚